# 阿拉珀霍 (內布拉斯加州)
阿拉珀霍（英語：Arapahoe）是位於美國內布拉斯加州富爾納斯縣的城市。

## 人口
根據2020年美國人口普查的數據，阿拉珀霍的面積為2.52平方千米，皆為陸地。當地共有人口1002人，而人口密度為每平方千米398人。